# Юсеф, Саади
Саади Юсеф (араб. سعدي يوسف‎; 1934, Басра — 13 июня 2021, Лондон) — иракский автор, поэт, журналист, издатель и политический активист. Опубликовал тридцать томов поэзии в дополнение к семи книгам прозы.

## Биография

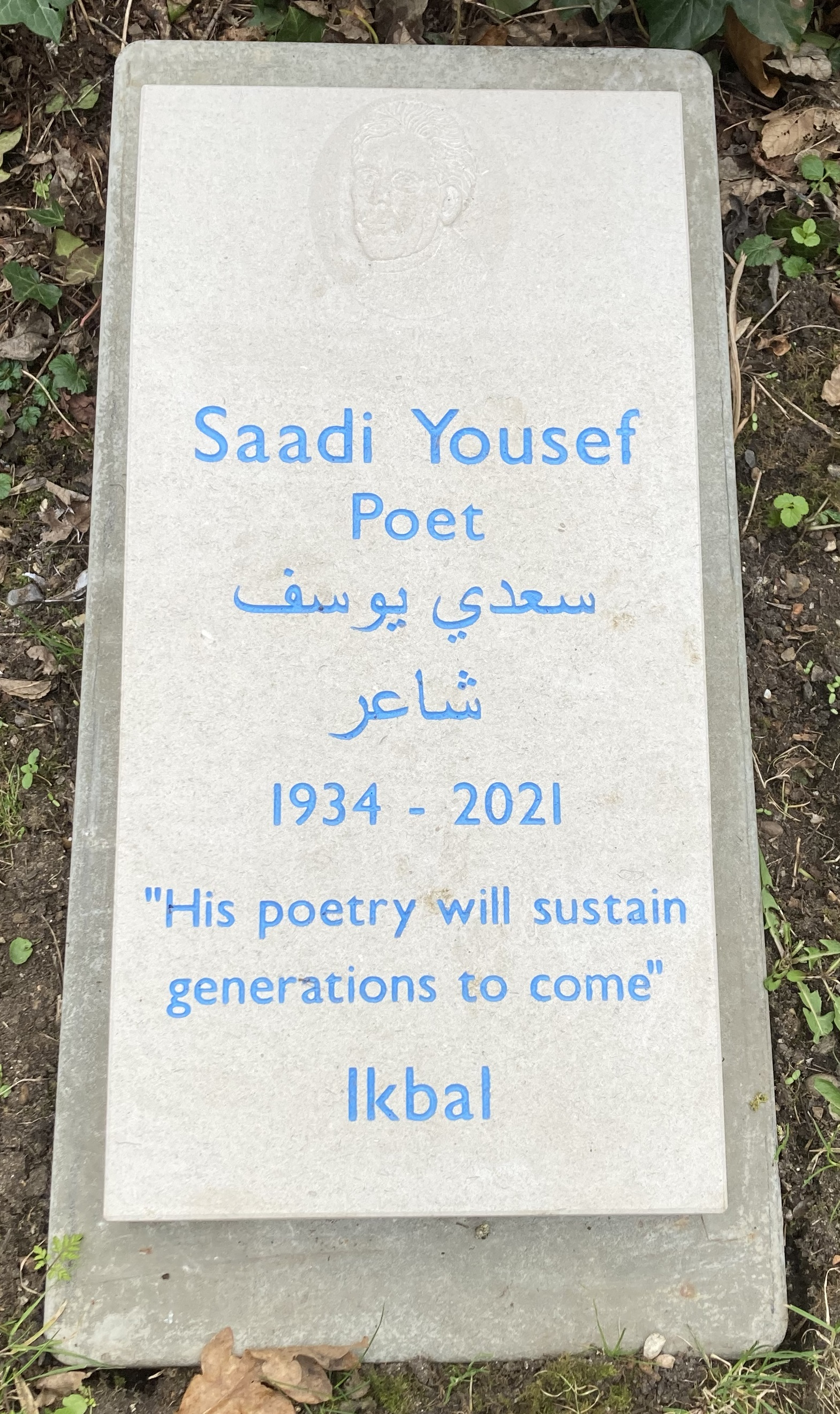
Надгробие Саади Юсефа на Хайгейтском кладбище

Изучал арабскую литературу в Багдаде. На него оказали влияние свободный стих Шатель Таки и Абда аль-Ваххаба Баяти, а также с ранних лет участвовал в политической жизни. В то время его творчество находилось под сильным влиянием социалистических и панарабских взглядов, но с тех пор приобрело более интроспективный, лирический оттенок. Также перевёл на арабский язык произведения многих известных писателей, включая: Октая Рифата, Мелиха Джевдета Андея, Федерико Гарсию Лорку, Янниса Рицоса, Уолта Уитмена и Константиноса Кавафиса. После изгнания из Ирака жил во многих странах, включая Алжир, Ливан, Францию, Грецию, Кипр, и до самой смерти прожил в Лондоне.
В 2004 году был удостоен премии имени Аль-Овайса в области поэзии. В 2007 году принял участие в фестивале PEN World Voices, где дал интервью журналу Wild River Review. В 2014 году Региональное правительство Курдистана запретило включать его стихи в курдскую школьную программу из-за стихотворения, в котором он назвал Курдистан — «Кардистаном», что примерно переводится как «Страна обезьян».
Похоронен на восточной стороне Хайгейтского кладбища.